# Избеглички камп
Избеглички камп је камп у коме се привремено налазе избегла лица. Становници избегличког кампа су они који беже од политичког прогона, рата или грађанског рата, расељени, али такође и они који беже од природне катастрофе или глади тзв. еколошке избеглице.
Најчешће избегличке кампове отвара и води влада, Уједињене нације или међународне организације као што су Црвени крст или невладине организације.
Избеглички кампови су најчешће направљени да би на краће време већем броју људи омогућили минималне услове за живот. Неки избеглички кампови су прљави и нехигијенски. Уколико избеглице не могу да се врате својим кућама може да дође до хуманитарне катастрофе. 
Неки избеглички кампови могу да израсту у стална насеља, као што је Аин ел-Хевех у Либану и могу да трају деценијама. 

## Објекти
Објекти избегличког кампа могу да укључе следеће:
- смештај за спавање
- хигијенски објекти
- медицински објекти
- комуникациона опрема
- заштита од бандита

Људи могу да остану у овим камповима, да примају храну и медицинску помоћ док не буде сигурно да се врате својим кућама. У неким случајевима, често после неколико година, друге земље одлучиле да више никада неће моћи да се врате и онда их расељавају и треће земље.
16 држава (Аустралија, Бенин, Бразил, Буркина Фасо, Канада, Чиле, Данска, Финска, Исланд, Ирска, Мексико, Холандија, Нови Зеланд, Норвешка, Шведска, Уједињено Краљевство и САД) регуларно примају одређене квоте избеглица из избегличких кампова. У скорије време највише су избеглице биле премештане из Ирана, Авганистана, Ирака, Либерије, Сомалије. Судана и бивше Југославије.

## Познати кампови
- Кампови у источном Чаду који су имали око 250.000 избеглица из Дарфура из Судан [почетком 2002]
- Кампови у јужном Чаду који су имали око 50.000 избеглица из Дарфура из Централноафричке републике
- Будубурам избеглички капм у коме су се налазиле 40.000 изблеглица из Либерије [отворен 1990.]
- Кампови за избеглице из Шри Ланка са 110.000 у Индији у 1998 и више од 560.000 интерно расељених [почевши 1983]

## Види
- United Nations High Commissioner for Refugees (UNHCR)